# Индонезийско-российские отношения
Российско-индонезийские отношения — дипломатические отношения между Советским союзом и Индонезией были установлены в 1950 году. Россия содержит посольство в столице Индонезии Джакарте, а Индонезия посольство в Москве и Почётное консульство в Санкт-Петербурге.
Оба государства являются членами БРИКС. 

## История
Во время своего кругосветного плавания в 1852—54 годах на остров Ява заходил русский парусный фрегат «Паллада». Находившийся на фрегате писатель И. А. Гончаров, назвал эти места «самым роскошным уголком мира».

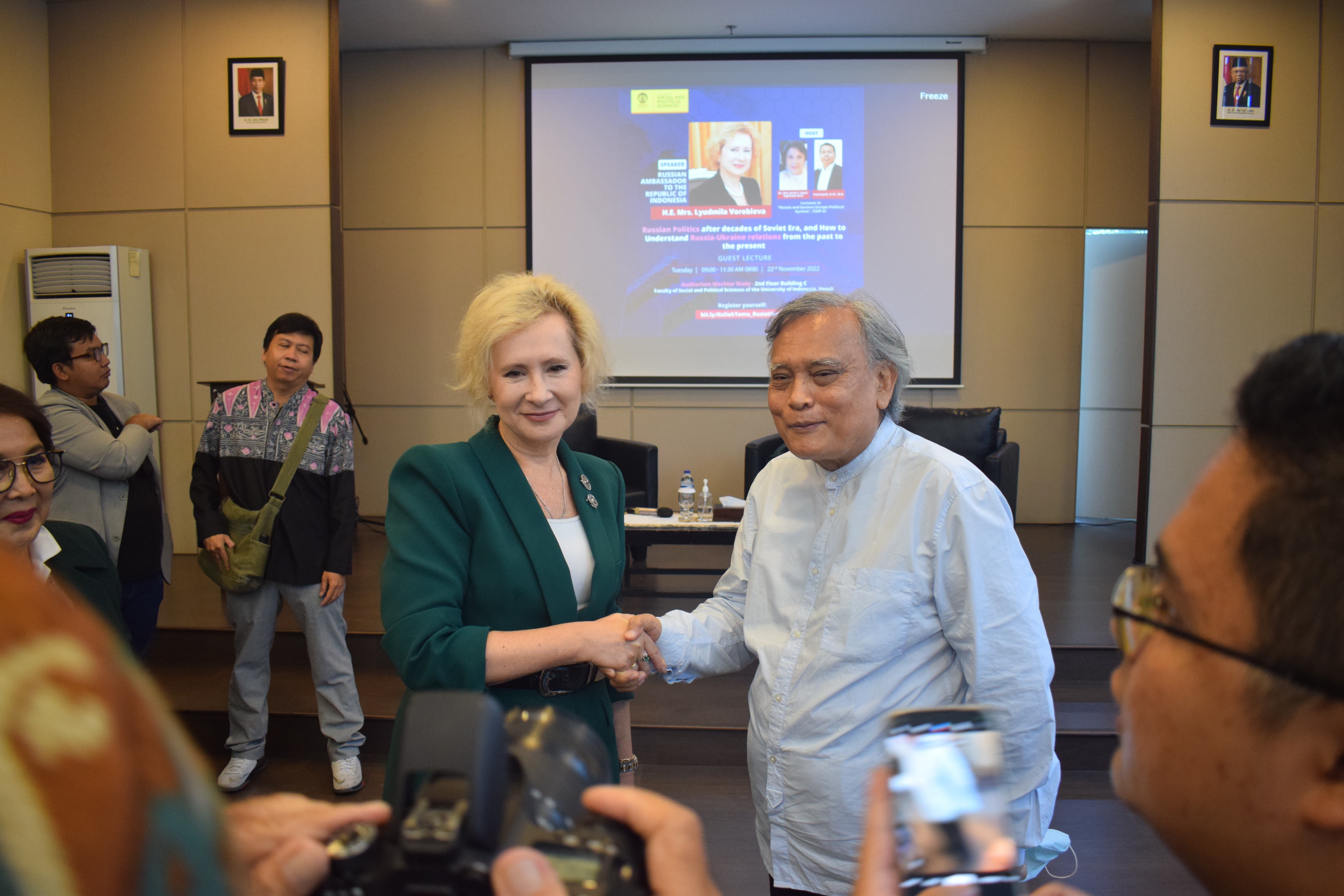
Посол Российской Федерации в Индонезии Людмила Воробьёва выступает с публичной лекцией в Университете Индонезии 22 ноября 2022 года.

В 1869 году остров Ява посетил русский путешественник В. Татаринов, впоследствии описавший своё путешествие в «Морском сборнике».

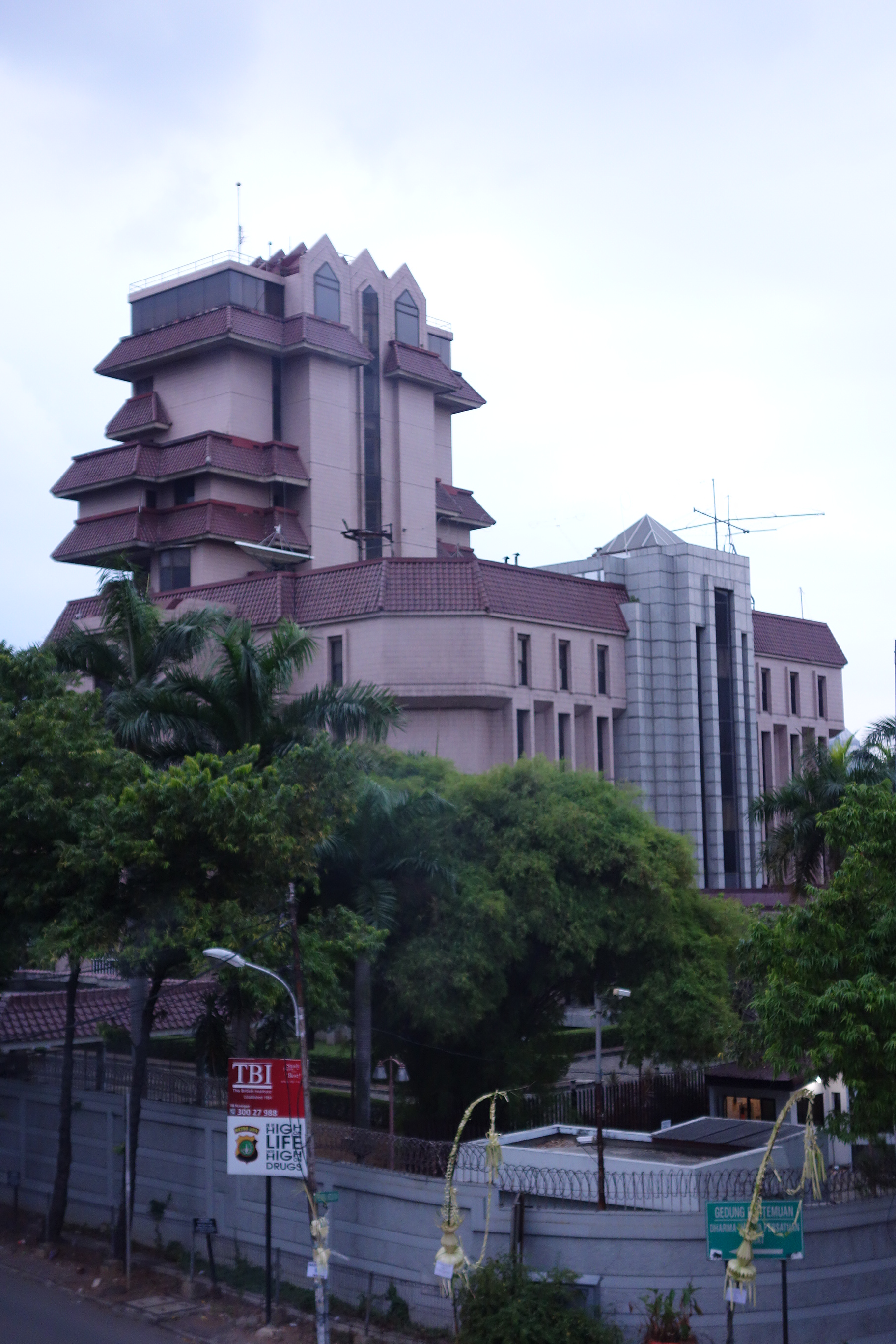
Посольство России в Джакарте. Фото 2014 года

С середины XIX века начинается сотрудничество русских ботаников и зоологов с Богорским ботаническим садом. Сад посещали А. А. Коротнев, Ф. М. Каменский и А. Н. Краснов. Позже Российская академия наук учредила специальную «бейтензоргскую стипендию», по условиям которой два лучших ботаника или зоолога посылались раз в два года в ботанический сад в научную командировку. Среди посетивших сад на средства стипендии были С. Г. Навашин, Д. Д. Педашенко, К. Н. Давыдов, М. И. Голенкин, П. П. Иванов, В. М. Арнольди, М. М. Местергази.
В 1894 году в антиколониальном восстании жителей островов Бали и Ломбока принял участие русский горный инженер Василий Пантелеймонович Мамалыга.
В 1873—1904 годах султанат Аче неоднократно обращался с просьбой принять его в русское подданство.
В конце XIX века русское правительство активизировало свою внешнюю политику в тихоокеанском регионе. Русские суда по пути из Петербурга на дальний Восток стали заходить в порты Суматры и Явы. В 1885 году было учреждено нештатное вице-консульство России в Батавии, а в 1893 году по предложению морского министерства оно было преобразовано в штатное консульство. В то же время, по прежнему, торговля между Россией и Батавией осуществлялась через Голландию, Германию и Англию. Россия в основном экспортировала керосин, который, однако, активно вытеснялся с батавского рынка американскими конкурентами, а импортировала через третьи страны кофе, индиго, пряности, олово, чай, копру, общим объёмом на сумму 15 миллионов рублей ежегодно.
В это же время русские специалисты приняли участие в развитии нефтяной отрасли Батавии. Так, в 1894 году в районе Бабат недалеко от Палембанга русским инженером Ф. Ф. Кляйе была открыта нефть. В 1897 году русский инженер из Баку А. В. Рагозин получил подряд на строительство нефтеперерабатывающего завода в местечке Муара Эним (Южная Суматра) по проекту А. В. Адиясевича. В городе Баликпапан директором нефтеперегонного завода был русский подданный Г. Д. Гурген.
Первым и последним штатным консулом России в Батавии в течение пяти лет (1895—1899 гг.) был Модест Модестович Бакунин. Он не раз выходил с инициативой об установлении прямых торговых связей между Россией и Батавией, предлагая комитету Добровольного флота открыть регулярную пароходную линию между Одессой и Владивостоком с заходом в один из индонезийских портов. Кроме того, он выступал за внедрение в российских субтропиках ряда местных культур. Однако его предложения не были услышаны, о чём он сообщил в свой книге в 1902 году: «Русских интересов и русской торговли в этом отдаленном уголку крайнего Востока не существует…».
В 1899 году русское штатное консульство было преобразовано во внештатное, а в 1913 году ликвидировано.
В 1912 году лётчик А. А. Кузминский совершил на Яве и Суматре показательные полёты.
С началом Первой мировой войны российско-индонезийские отношения были прерваны. Восстановились они лишь после Второй мировой войны, когда в 1950 году были установлены дипломатические отношения между странами.
В 1989 году президент Сухарто посетил с официальным визитом СССР. В 2000 году широко отмечалось 50-летие установления дипотношений между двумя странами.

Министр иностранных дел России Лавров и посол Индонезии в России Вахид Суприяди на открытии выставки, посвящённой 70-летию российско-индонезийских дипотношений. МИД РФ, 4.2.2020

21 апреля 2003 года была подписана «Декларация об основах дружественных и партнерских отношений».
18 мая 2016 года Президент Индонезии Джоко Видодо посетил Российскую Федерацию и встретился с Президентом России в городе Сочи.
13 марта 2018 года министр иностранных дел Индонезии Ретно Марсуди посетила Москву и провела переговоры с министром иностранных дел России Сергеем Лавровым, по завершении которых было заявлено, что «российско-индонезийские отношения достигли уровня стратегического партнерства».
13 октября 2024 года новоизбранный Президент Индонезии Прабово Субианто заявил о намерении ежегодно отправлять по стипендиям в Россию 20 тысяч индонезийских студентов.
19 июня 2025 года президент Индонезии Прабово Субианто посетил и официальным визитом Российскую Федерацию. Встреча президентов состоялась на «полях» Петербургского международного экономического форума. По итогам переговоров Владимир Путин и Прабово Субианто приняли «Декларацию о стратегическом партнёрстве» между Российской Федерацией и Республикой Индонезией. 8 июля 2025 года на главной стратегической сессии Иннопром-2025 было объявлено, что страной-партнёром Иннопром-2026 станет Индонезия.

## Экономическое сотрудничество
Обе страны являются членами организации Азиатско-Тихоокеанского экономического сотрудничества. 
В конце 2007 года Россия и Индонезия заключили долгосрочный контракт по поставке в Индонезию российских вооружений.
Планы в области энергетики (в том числе АЭС и ПАТЭС).